# 리튬 이온 전지

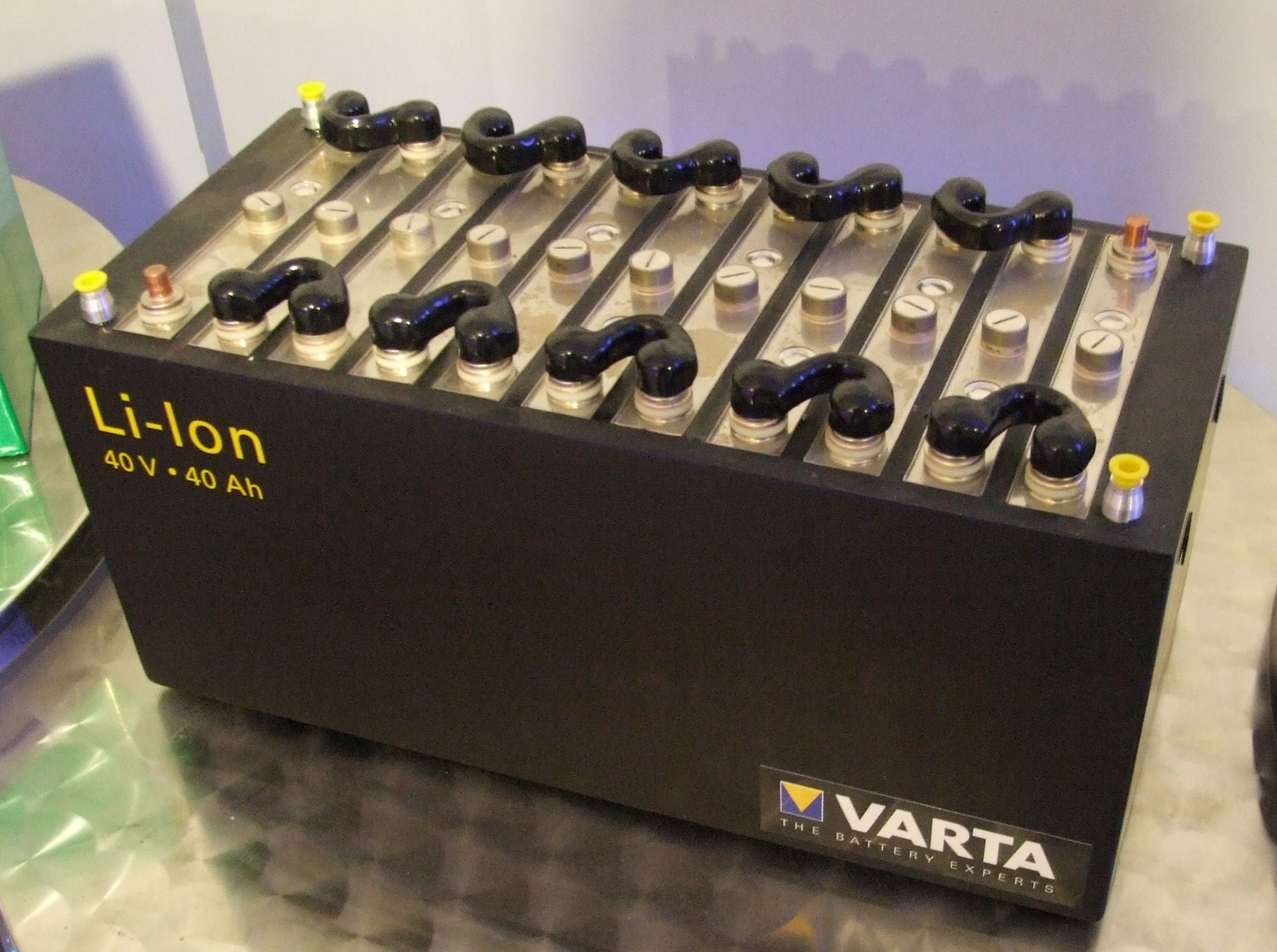
독일 알트루스하임의 자동차 박물관에 소장된 VARTA사의 리튬 이온 전지

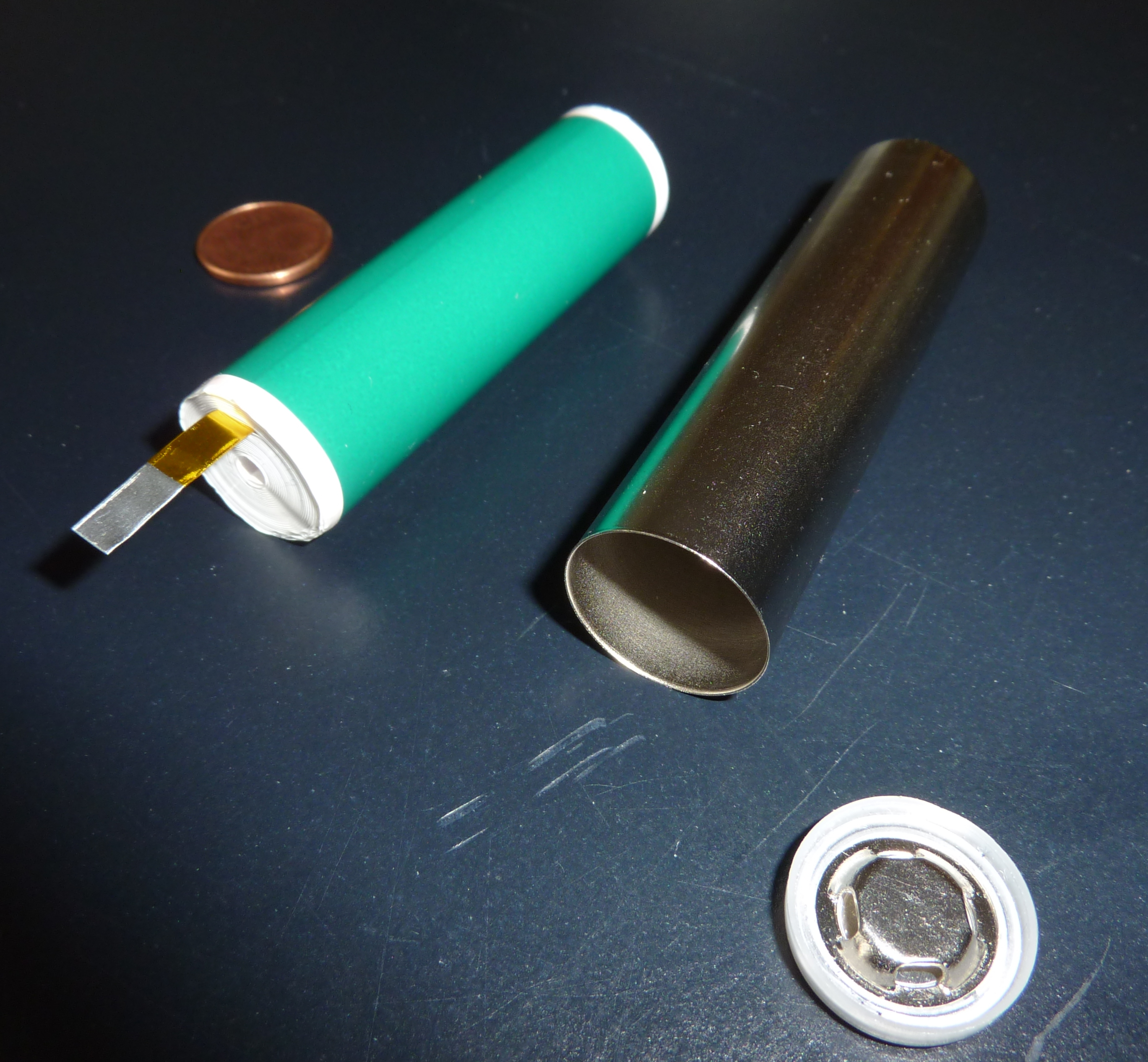
폐관 원통형 전지 (18650)

리튬 이온 전지(-電池, Lithium-ion battery, Li-ion battery)는 이차 전지의 일종으로 방전 과정에서 리튬 이온이 음극에서 양극으로 이동하는 전지이다. 충전시에는 리튬 이온이 양극에서 음극으로 다시 이동하여 제자리를 찾게 된다. 리튬 이온 전지는 충전 및 재사용이 불가능한 일차 전지인 리튬 전지와는 다르며, 전해질로서 고체 폴리머를 이용하는 리튬 이온 폴리머 전지와도 다르다.
리튬 이온 전지는 에너지 밀도가 높고 기억 효과가 없으며, 사용하지 않을 때에도 자가방전이 일어나는 정도가 작기 때문에 시중의 휴대용 전자 기기들에 많이 사용되고 있다. 이 외에도 에너지밀도가 높은 특성을 이용하여 방산업이나 자동화시스템, 그리고 항공산업 분야에서도 점점 그 사용 빈도가 증가하는 추세이다. 그러나 일반적인 리튬 이온 전지는 잘못 사용하게 되면 폭발할 염려가 있으므로 주의해야 한다.
리튬 이온 전지는 크게 양극, 음극, 전해질의 세 부분으로 나눌 수 있는데, 다양한 종류의 물질들이 이용될 수 있다. 상업적으로 가장 많이 이용되는 음극 재질은 흑연이다. 양극에는 층상의 리튬코발트산화물(lithium cobalt oxide)과 같은 산화물, 인산철리튬(lithium iron phosphate, LiFePO4)과 같은 폴리음이온, 리튬망간 산화물, 스피넬 등이 쓰이며, 초기에는 이황화티탄(TiS2도 쓰였다. 음극, 양극과 전해질로 어떤 물질을 사용하느냐에 따라 전지의 전압과 수명, 용량, 안정성 등이 크게 바뀔 수 있다. 최근에는 나노기술을 응용한 제작으로 전지의 성능을 높이고 있다.
전지의 용량은 mAh(밀리암페어시) 또는 Ah(암페어시)로 표시하는데, 휴대폰에 사용하는 전지는 3000~4000mAh가 가장 많이 쓰이며, 스마트폰에는 1500~5000mAh도 사용된다. 노트북에 사용되는 전지는 2400~5500mAh가 가장 많이 사용된다.

## 역사
리튬 이온 전지는 미국 뉴욕 빙엄턴 대학교의 스탠리 휘팅엄 교수와 엑슨에 의해 1970년대에 처음 제안되었다. 휘팅엄 교수는 이황화티탄을 양극으로, 금속 리튬을 음극으로 사용하였다.
이후 1980년에 라시드 야자미를 필두로 하는 그르노블 공과대학(INPG)과 프랑스 국립 과학 연구센터의 연구진에 의해 흑연 내에 삽입된 리튬 원소의 전기화학적 성질이 밝혀졌다. 그들은 리튬과 폴리머 전해질, 흑연으로 이루어진 반쪽 전지 구조에 대한 실험을 통하여 흑연에 리튬 원소가 가역적으로 삽입됨을 밝혀냈고, 1982년과 1983년에 해당 연구 내용이 출판되었다. 이 연구는 리튬의 흑연 내 가역적 삽입에 관해 열역학적인 내용과 이온 확산에 관련된 동역학적인 내용을 모두 포함하고 있다.
기존의 리튬 전지는 음극이 금속 리튬으로 이루어져 있었고, 그 때문에 안전성이 낮았다. 따라서 리튬 이온 전지는 금속의 리튬 덩어리가 아니라 리튬 이온을 포함하는 물질을 음극과 양극으로 사용하는 방향으로 개발되었다. 1981년 벨 연구소에서는 리튬 전지에 금속 리튬 대신 사용 가능한 흑연 음극을 개발하여 특허를 획득하였다. 그 후 존 구디너프가 이끄는 연구팀이 새로운 양극을 개발함으로써 비로소 1991년 소니에 의해 최초의 상업적 리튬 이온 전지가 출시되었다. 당시의 배터리는 층상 구조의 산화물(리튬코발트산화물)을 이용하였으며, 당시 가전제품 분야에 혁명을 일으켰다.
1983년 태커레이(Michael Thackeray)와 구디너프 등이 망간으로 이루어진 스피넬을 양극 물질로 사용할 수 있음을 발견하였다. 스피넬은 가격이 싸고 전기전도도와 리튬 이온 전도도가 우수하며 구조적으로 안정적이기 때문에 매우 각광받았다. 비록 순수한 망간으로 이루어진 스피넬은 반복되는 사용으로 인해 성능이 저하되지만, 이러한 점은 스피넬을 구성하는 화학 원소에 변화를 줌으로써 해결할 수 있다. 망간 스피넬은 오늘날 상업적인 리튬 이온 전지들에 사용되고 있다.

그리고 1985년에 도시바의 미즈시마 고이치(水島公一)는 최초로 리튬 이온 전지의 정극 재료를 개발하였다. 이 성과를 살려, 같은 해 아사히 카세이의 요시노 아키라가 현재 쓰이는 리튬 이온 전지에 가까운 원형을 만들어내었다.
1989년 텍사스 대학교 오스틴의 만티람(Arumugam Manthiram)과 구디너프는 폴리음이온을 함유하는 양극이 유도 효과를 갖기 때문에 산화물을 사용하는 양극보다 더 높은 전압을 낼 수 있음을 발견하였다.
이를 바탕으로 1990년말 소니의 니시 요시오(西美緒)는 처음으로 리튬 이온 전지의 개발에 성공했고, 이듬해 1991년 소니는 리튬 이온 전지를 대량생산하여 상용화했다.
1996년 파디(Akshaya Padhi), 구디너프 등은 인산철리튬과 감람석 결정구조를 갖는 인산금속계 리튬을 리튬 이온 전지의 양극 물질로 사용할 수 있음을 발견했다. 인산철리튬은 여느 양극 물질과 비교해도 저렴한 가격과 뛰어난 안전성, 성능, 그리고 안정적인 작동 성능을 보였다. 리튬 인산철은 고방전, 급속충전에는 약하나, 0.5C 에서는 안전성을 요구하는 에너지 저장 장치로서 적합하다. 인산철리튬은 오늘날 노트북 컴퓨터와 같은 휴대용 전자기기 등에 널리 사용되고 있다.
2002년 MIT의 치앙(Yet-Ming Chiang)과 그 연구팀은 전극에 알루미늄이나 니오브, 또는 지르코늄을 도핑함으로써 전기전도도를 크게 증가시켜 리튬 이온 전지의 성능을 극대화할 수 있다는 것을 발견하였다. 그러나 이 도핑 처리에 의해 성능이 향상되는 원리가 실제로 어떻게 되는지에 대해서는 많은 논쟁이 있다.
2004년 치앙의 연구팀은 또 다른 기술을 개발하는데, 100나노미터의 지름을 갖는 인산철 입자를 전극에 도핑하는 것이다. 이를 통하여 밀도가 100분의 1 이하로 감소하였고 전극의 표면적과 전지의 용량이 증가하는 효과를 얻었다. 인산철을 이용하는 기술의 상업화는 치열한 시장 경쟁을 낳았고, 또한 치앙과 구니너프 간의 특허 침해 분쟁을 야기했다.

## 충전
리튬 이온 전지의 충전 과정은 크게 두 단계로 이루어진다.
1. 정전류 과정: 충전기가 일정 전류를 유지하도록 전압을 점차적으로 올려가면서, 한계전압에 이를 때까지 전류를 공급하는 과정이다.
2. 정전압 과정: 전지가 한계전압에 이르면 일정 전압을 유지하면서 전류가 문턱값보다 낮아질 때까지 전류를 공급하는 과정이다. 보통 문턱 전류값은 초기 전류값의 약 3% 정도이다.

전지가 다중 셀로 구성되어 있는 경우, 등전류 과정과 등전압 과정 사이에 각 셀이 모두 동일한 전압값을 갖도록 조정하는 과정이 추가된다.
보통 리튬 이온 전지는 셀당 4.2 ± 0.05 V 정도의 전압으로 충전되고, 전지 수명이 중요한 군용 전지는 3.92 V를 이용한다. 전지의 보호회로는 입력 전압이 4.3V이상이면 입력을 차단한다. 배터리의 전압이 셀 당 2.5V 이하로 내려가면 보호회로가 정지되므로 일반 충전기로는 더 이상 충전을 할 수 없다. 대부분의 전지는 셀당 2.7-3V 정도에서 작동을 정지한다.

## 같이 보기
- 리튬 전지
- 이차 전지
- 리튬이온 중합체 전지